# Banks Island (British Columbia)
Banks Island (Haida Ḵaa'al) ist eine Insel an der Küste der kanadischen Provinz British Columbia. Sie liegt südlich von Prince Rupert und östlich der Hecate-Straße gegenüber der Inselgruppe Haida Gwaii. Die größeren Inseln im Osten von Banks Island jenseits des Principe Kanals sind Pitt Island und McCauley Island. Im Südosten liegt die kleine Inselgruppe Estevan Group, dahinter der Caamaño Sund.
Banks Island ist 72 km lang und zwischen 9,7 km und 18 km breit. Sie hat eine Fläche von 1.053,6 km². Die höchste Erhebung erreicht 655 m. Die Insel liegt im North Coast Regional District.
Banks Island wurde 1788 von Charles Duncan, Kapitän der im Pelzhandel eingesetzten Slup Princess Royal, zu Ehren von Joseph Banks benannt, der damals Präsident der Royal Society war und James Cook auf seinen Entdeckungsreisen 1768–1771 begleitet hatte. Banks war maßgeblich für die Förderung der britischen Pelzhandelsfahrten in den pazifischen Nordwesten, wie die Fahrt Duncans.

## Geschichte
Im späten August 1787 kamen die britischen Pelzhändler James Colnett und Charles Duncan nach Banks Island. Sie ankerten mit ihren beiden Schiffen Prince of Wales und Princess Royal am südwestlichen Ende von Banks Island in der Calamity Bay (die sie Port Ball nannten). Für Reparaturen blieben die Schiffe dort für elf Wochen. Während dieser Zeit gab es eine Reihe von erstmaligen Begegnungen zwischen Briten und einigen der zuvor unkontaktierten Kitkatla Tsimshian. Aufgrund der unterschiedlichen Auffassungen von Eigentumsrechten kam es zu Konflikten zwischen Briten und Tsimshian. Auf den Versuch der Tsimshian, Fehlverhalten der Europäer durch Diebstahl auszugleichen, reagierten die Briten mit dem Einsatz von Musketen, Pistolen und Kanonen, um ihre Ausrüstung zu verteidigen und die Tsimshian zur Unterwürfigkeit zu erziehen. Einige Tsimshian wurden getötet, verwundet und gefangen genommen. Ebenfalls während ihrer Zeit an der Calamity Bay erkundeten die Briten mit Booten die komplexen Wasserwege der Region, darunter den Principe Channel, den Douglas Channel und den Laredo Sound. Im Verlauf dieser Erkundungen entstanden die ersten bedeutenden Karten dieses Küstenabschnittes.
Der spanische Entdecker Jacinto Caamaño erkundete die Region 1792 und durchquerte den Principe Channel mit der Korvette Aranzazu. Caamaño stützte sich dabei auf die von Colnett angefertigten Karten. Die unvollständig erforschten Buchten auf den Karten veranlassten den Vizekönig von Neuspanien, eine Entdeckungsreise anzuordnen, die Caamaño übertragen wurde. Während seiner Reise hatte Caamaño bei einem einmonatigen Aufenthalt am Südende von Pitt Island intensiven Kontakt mit den Tsimshian von Pitt Island und Banks Island.